# Leucospis globigera
Leucospis globigera är en stekelart som beskrevs av Boucek 1974. Leucospis globigera ingår i släktet Leucospis och familjen Leucospidae. Inga underarter finns listade i Catalogue of Life.